# Erin Rae
Erin Rae, également connue comme Erin Rae & the Meanwhiles, est une auteure-compositrice-interprète américaine.

## Biographie
Originaire du Tennessee, Erin Rae grandit à Jackson, à mi-chemin entre Nashville et Memphis. Ses parents sont également musiciens de folk, et se produisent sur les scènes et dans les cafés locaux. Adolescente, elle déménage à Nashville, afin de lancer sa propre carrière en tant qu'auteure-compositrice-interprète. Elle se produit alors aux côtés de musiciens tels Margo Price ou Andrew Combs, avant de former son propre groupe de folk, nommé Erin Rae and the Meanwhiles.

## Carrière musicale
En 2012, Erin Rae fonde Erin Rae and the Meanwhiles, un groupe de pop folk américain originaire de Nashville, dans le Tennessee. Selon  le magazine Rolling Stone, les compositions de la formation sont enracinées dans le folk indie moderne. Un premier EP intitulé Crazy Talk est édité la même année.
En 2015, Erin Rae and the Meanwhiles publient Soon Enough, un premier album studio enregistré en seulement deux jours,,. En juillet 2015, le groupe enregistre une session pour le studio et site Web de découvertes musicales Daytrotter au Big Light Studio à Nashville. Un second album studio Putting On Air, sort en juin 2018.

## Formation
- Erin Rae McKaskle : chant, guitare
- Cori LeCain : chant
- Graham Bechler : batterie
- Kevin Whitsett : basse
- Brett Resnick : percussions
- Mark Sloan : guitare électrique
- Mark Fredson : clavier
- Kristin Weber : violon, chant
- Molly Parden : chant

## Discographie

### Eps
- 2012 : Crazy Talk, autoproduction

### Albums studio
- 2015 : Soon Enough, Clubhouse Records
- 2018 : Putting On Airs, Single Lock Records
- 2022 : Lighten Up, Thirty Tigers